# Statue du Christ Rédempteur
Le Christ Rédempteur (en portugais : o Cristo Redentor) est une statue monumentale du Christ, dominant la ville de Rio de Janeiro au Brésil, du haut du mont Corcovado.
Située dans la zone sud, elle est devenue au fil des ans un des emblèmes de la ville reconnus internationalement, au même titre que le Pain de Sucre, la plage de Copacabana ou le carnaval.
Elle a été conçue par l'ingénieur brésilien Heitor da Silva Costa, réalisée par le sculpteur français Paul Landowski et le sculpteur roumain Gheorghe Leonida (pour la tête), et érigée en collaboration avec l'ingénieur français Albert Caquot.

## Présentation
Classé monument historique depuis 1973, le Christ du Corcovado est l'un des endroits touristiques les plus fréquentés de Rio avec 750 000 visiteurs par an.
Établie au cœur du parc national de la forêt de Tijuca, à une altitude de 710 mètres, la statue mesure 38 mètres de haut (dont 30 pour le Christ et 8 pour le piédestal, qui occupe une aire de 100 m2). Sa masse est de 1 145 tonnes, la masse approximative de la tête est de 30 tonnes et celle de chaque main de 8 tonnes. La tête mesure 3,75 m, chaque main 3,20 m, la largeur de la tunique est de 8,50 m. L'envergure entre les deux mains est de 28 mètres.

Le Christ Rédempteur est devancé en hauteur par la statue de l'Unité, le Bouddha du Temple de la Source, la statue de la Liberté et la statue de la Mère-Patrie, mais aussi le Monument de la Renaissance africaine (non représenté). Tout à droite, le David de Michel-Ange.

Ces dimensions font d'elle l'une des plus grandes statues du Christ au monde. Seuls le Christ de la Concorde à Cochabamba en Bolivie (40,44 m dont 34,20 pour le personnage), la statue du Christ Roi à Świebodzin en Pologne (52,5 m / 33 m) et le Christ de Vung Tàu au Viêt Nam (36 m / 32 m) sont plus grands.
À la base du Christ Rédempteur se trouve une chapelle dédiée à Nossa Senhora Aparecida, où sont célébrés mariages et baptêmes.

## Historique
La construction a commencé en 1926 et s'est terminée en 1931. Elle a duré 5 ans.

### Le site
La vue qu'offre le site exerça une fascination sur les premiers colons portugais, qui le baptisèrent mont Pináculo da Tentação (Pinacle de la Tentation) au XVIe siècle, avant de le rebaptiser Corcovado (« Bossu » en portugais) un siècle plus tard. La route qui mène à son sommet est construite en 1824. La ligne de chemin de fer du Corcovado, au départ de la gare de Cosme Velho, est quant à elle inaugurée le 9 octobre 1884 par l'empereur Pierre II du Brésil. Longue de 3 824 mètres, elle est la première du pays à être construite à des fins exclusivement touristiques. Le train, plus ancien que la statue elle-même, transportera pendant les cinq années de travaux les pièces nécessaires à sa construction. En 1910, la ligne est la première du Brésil à être électrifiée, et les anciens trains à vapeur sont remplacés par des machines électriques.

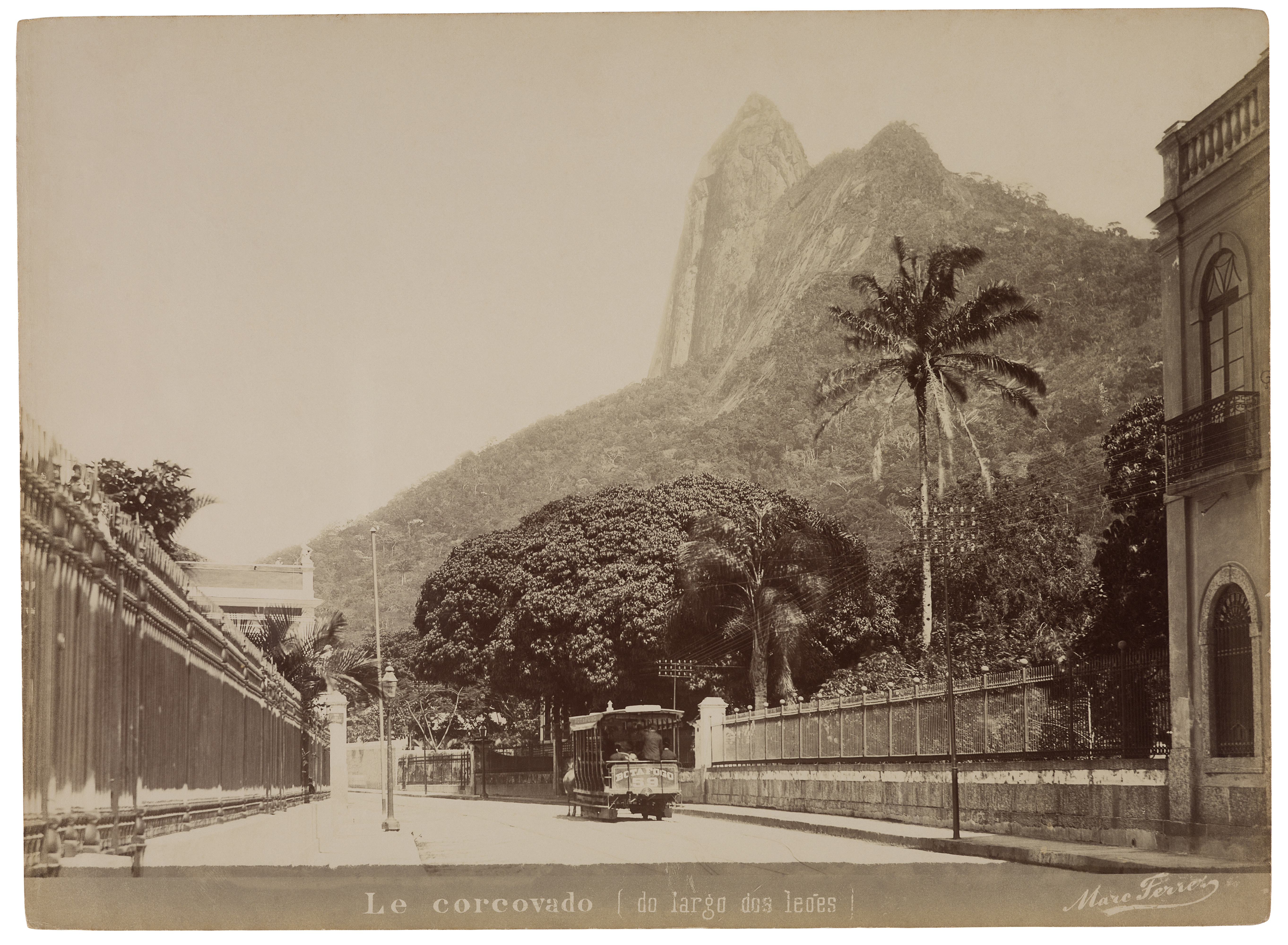
Le Corcovado avant la construction du Christ Rédempteur.
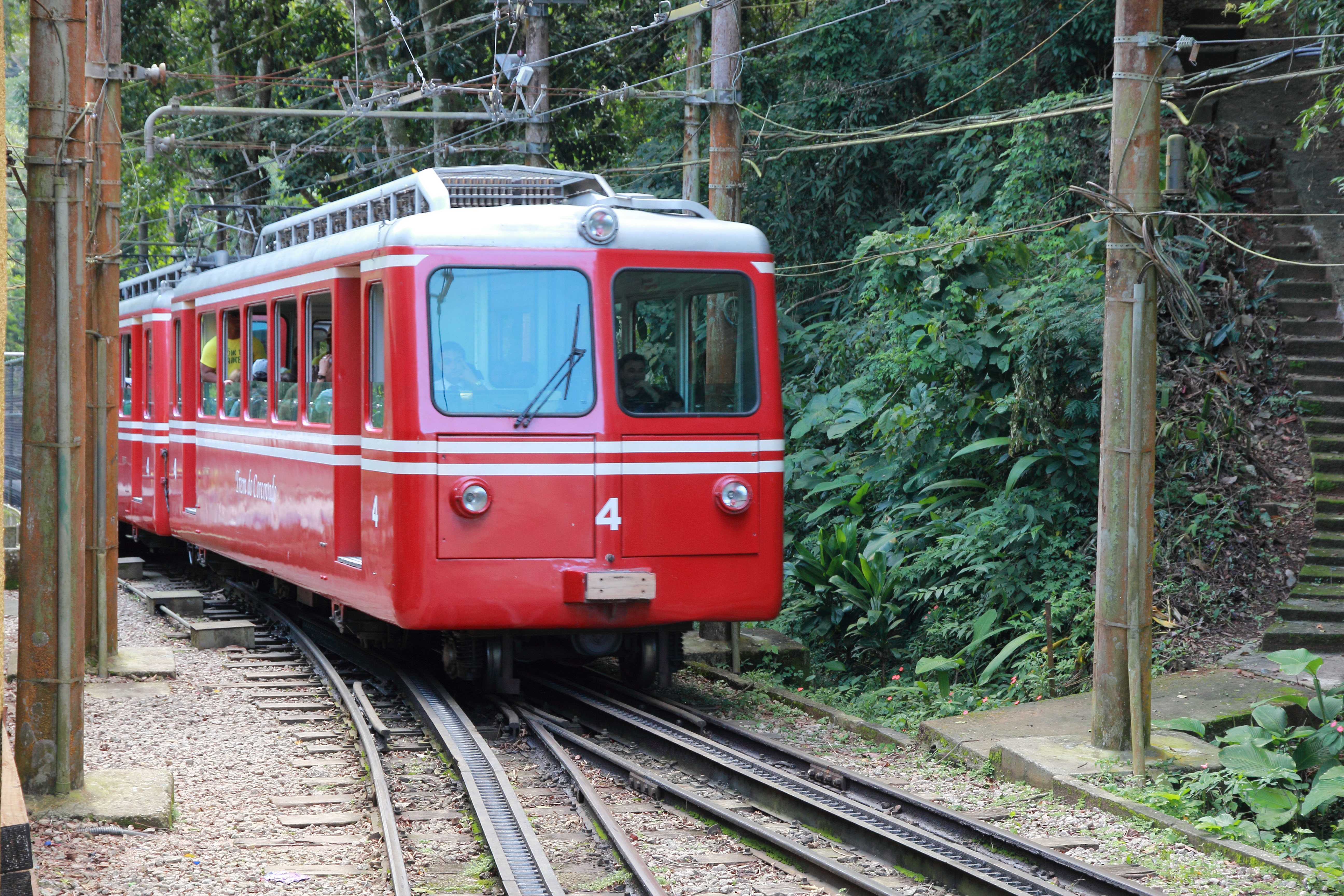
Le train du Corcovado.
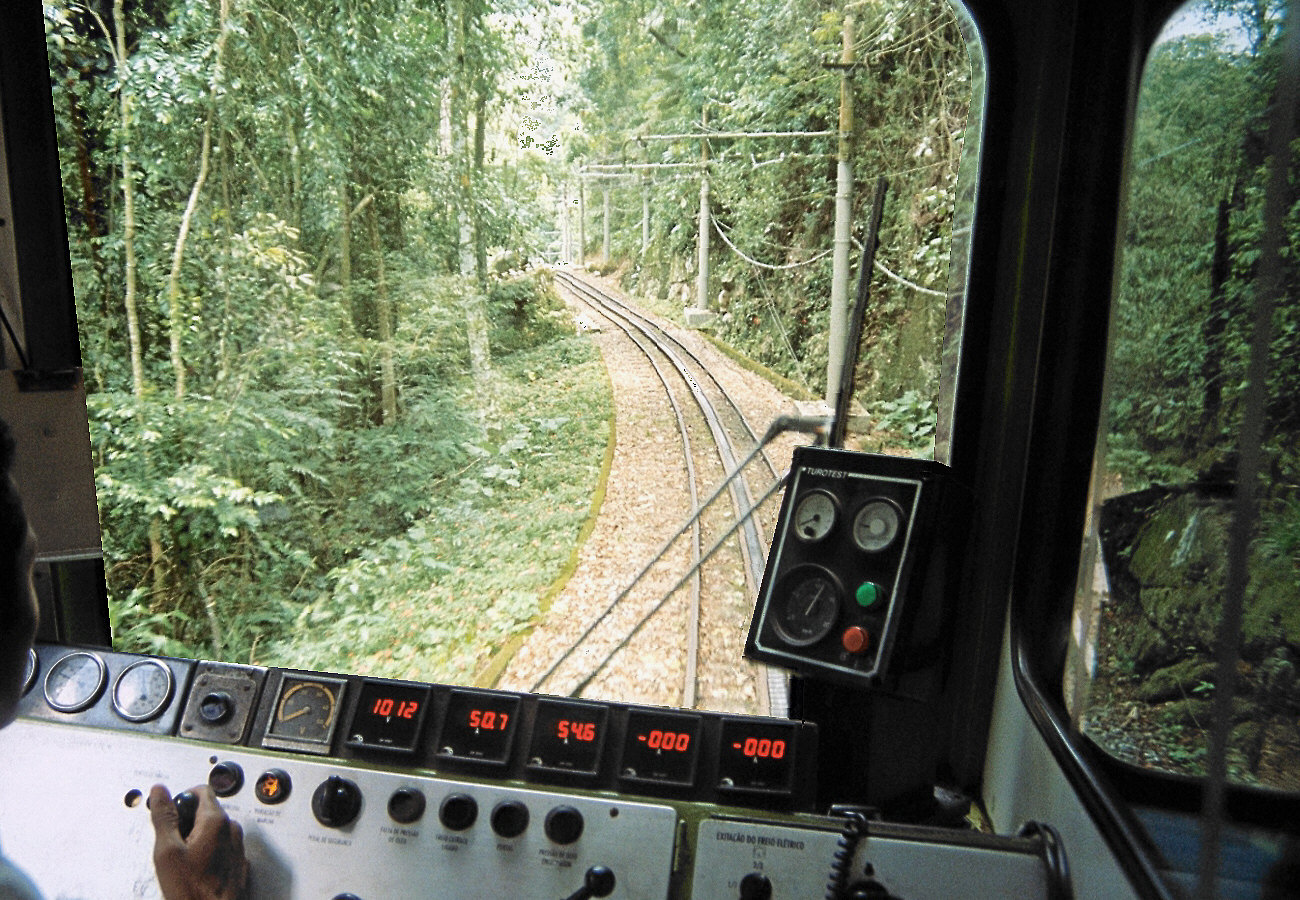
Chemin de fer du Corcovado, vu du train.

### Un premier projet
L'idée de construire un monument religieux au sommet du Corcovado est suggérée une première fois en 1859 par le père lazariste Pedro Maria Boss. À son arrivée à Rio, il est séduit par l'endroit et demande à la princesse héritière Isabelle du Brésil de lui octroyer les moyens nécessaires à la mise en œuvre de son projet, mais son dessein, bien qu'en accord avec la monarchie d'alors, reste sans suite.

### Le choix
Il faudra attendre 1921 pour que l'idée soit reprise, dans le cadre des commémorations du centenaire de l'Indépendance du Brésil l'année suivante. L'Église souhaite à cette occasion réaffirmer son influence dans le pays. La première idée est de réaliser une statue du Christ en bronze, et de l'exposer au sommet du mont du Pain de Sucre. L'assemblée chargée de discuter du projet émet des doutes et fait d'autres propositions, notamment en proposant deux autres endroits possibles : le mont de Santo Antônio et le Corcovado. Ce dernier est finalement choisi, en raison de sa plus grande élévation.

### L'équipe
Le projet sélectionné en 1923 après concours est celui de l'ingénieur brésilien Heitor da Silva Costa. Il se rend en Europe afin d'exécuter la maquette définitive et d'étudier les problèmes liés à la construction. Il y rencontre le sculpteur français Paul Landowski, à qui il confie la réalisation du projet. Entre-temps, une campagne de collecte de fonds est menée, essentiellement auprès de donateurs catholiques, mais les dons tardent à arriver. Par ailleurs, la maquette fait l'objet de diverses modifications, expliquant un certain retard pris dans les travaux.

### La réalisation

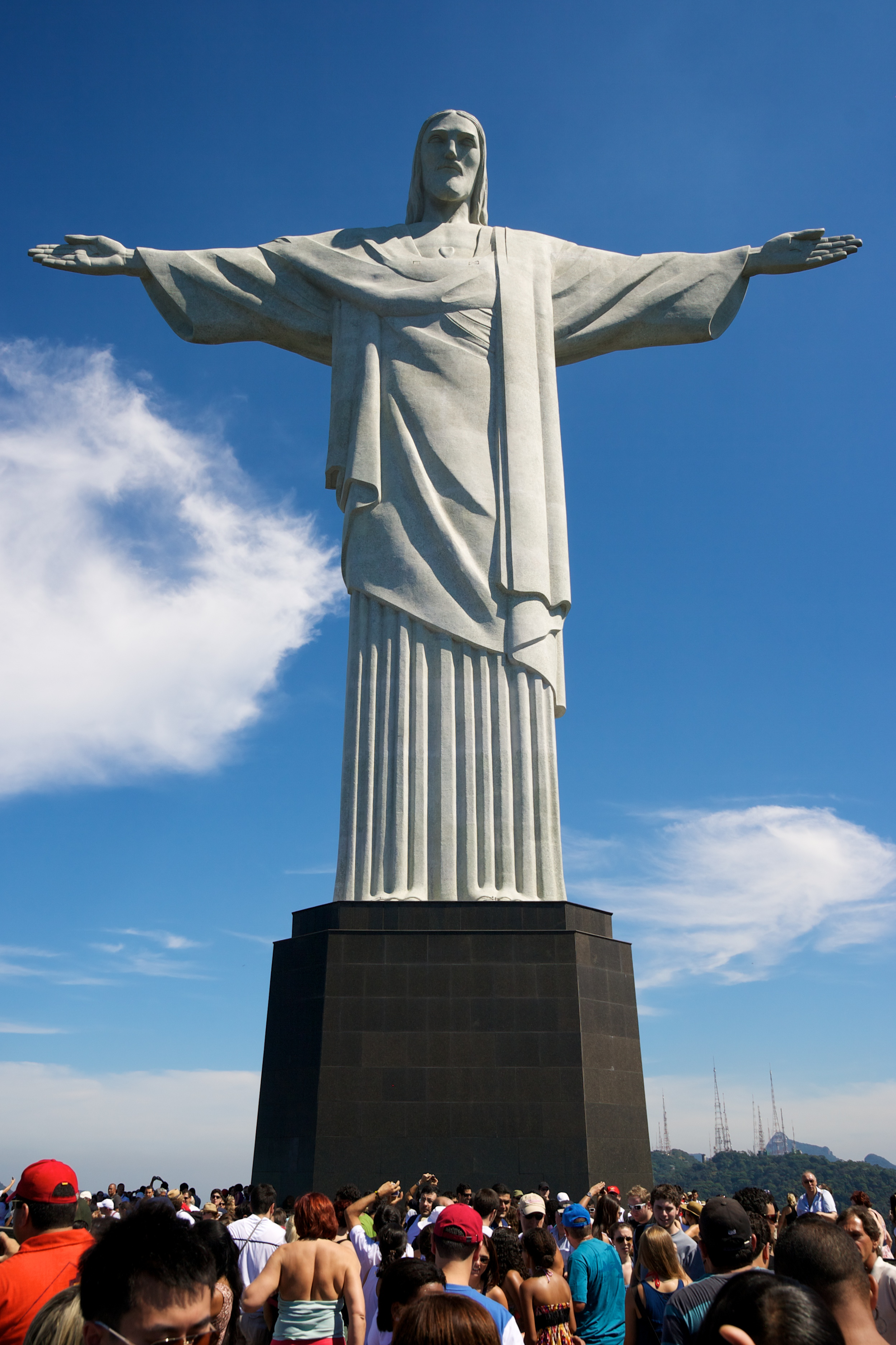
La statue de nos jours.

La première pierre est en effet posée le 4 avril 1922, mais les travaux ne débutent réellement qu'en 1926. En 1928, une commission technique examine le projet. L'armature métallique est remplacée par une structure en béton armé réalisée par l'ingénieur français Albert Caquot et la statue est redessinée pour prendre la forme d'une croix. Plusieurs matériaux sont envisagés pour le revêtement, avant que le choix ne se porte sur la stéatite, roche tendre mais très résistante et qui ne se fissure pas sous l'effet des variations de température.

### L'inauguration
La cérémonie d'inauguration a finalement lieu le 12 octobre 1931, en présence du cardinal Dom Sebastião Leme et du chef du gouvernement provisoire, Getúlio Vargas. À l'initiative du journaliste Francisco de Assis Chateaubriand, le scientifique italien Guglielmo Marconi est invité à procéder à la première illumination du monument depuis Naples en Italie, d'où il émet un signal électrique vers une station de réception à Dorchester en Angleterre, qui le redirige vers une antenne située dans le quartier Jacarepaguá de Rio. Le mauvais temps empêche la manœuvre, et l'illumination est déclenchée localement, sans entamer le brio de la cérémonie. Le système d'éclairage sera remplacé deux fois par la suite, en 1932 puis en 2000.
Le discours de consécration du monument, prononcé par le cardinal Dom Sebastião Leme, ne laisse pas de doute sur les objectifs d'un tel monument : évangélisation et reprise du pouvoir de l'Église dans un État républicain. « Que cette image sacrée soit le symbole de votre lieu de vie, de votre protection, de votre prédilection, de votre bénédiction qui rayonne sur le Brésil et les Brésiliens ». Ce jour-là, l'épiscopat brésilien et plus de cinq cents prêtres demandent la béatification du petit Français Guy de Fontgalland, mort en 1925 à l'âge de onze ans.
Le monument fait l'objet d'un certain mécontentement de la part d'autres organisations religieuses, notamment protestantes, dès 1923. Mais au fil du temps, il finit par faire l'unanimité, représentant moins un symbole religieux qu'une icône de la ville.

### Travaux suivants
Passé sous la responsabilité de l'Institut du Patrimoine historique et artistique national en 1937, le monument subit des travaux en 1980 à l'occasion de la visite du pape Jean-Paul II, puis de nouveau en 1990. D'autres travaux d'aménagement importants sont réalisés en 2003, avec la mise en service d'un escalier mécanique et d'un ascenseur panoramique, facilitant l'accès au monument. De nouveaux travaux de restauration nécessitant l'installation d'un échafaudage autour de la statue ont été réalisés en 2010.

## De nos jours
Les droits du Christ Rédempteur (moraux et patrimoniaux) font depuis les années 1950 l'objet d'un litige entre la Mitre archiépiscopale de Rio de Janeiro (Mitra Arquiepiscopal do Rio de Janeiro) et Paul Landowski, puis ses héritiers. Il se situe sur le domaine public, géré par l'Institut brésilien de l'environnement et ressources naturelles renouvelables (Instituto Brasileiro do Meio Ambiente e dos Recursos Naturais Renováveis).
En 1999 le parachutiste et base jumper autrichien Felix Baumgartner a sauté du haut de la statue, réalisant ainsi le saut le plus bas jamais réalisé (38 mètres).
Le 7 juillet 2007, ce monument a été choisi comme l'une des sept nouvelles merveilles du monde par plus de cents millions d'internautes, à la suite d'un vote organisé par la New Seven Wonders Foundation, liée à la New Open World Corporation, et dont les résultats ont été dévoilés à Lisbonne. L'UNESCO a rappelé dans un communiqué qu'elle n'avait aucun rapport avec cet événement.
Le 22 décembre 2009, l'artiste Locative-art franco-italien Gaspare Di Caro, grâce à sa technique de projection d'image relevée au GPS, donne un visage à la statue du Christ Rédempteur.
Le 16 avril 2010, des vandales non identifiés ont souillé la statue de tags et de graffitis. Cet acte qualifié de « crime contre la nation » par Eduardo Paes, le maire de la ville, a suscité un vif émoi parmi les Brésiliens.
Parallèlement, elle est régulièrement endommagée par la foudre qui la touche en moyenne six fois par an, aussi fait-elle l'objet de fréquentes restaurations. Ainsi le 16 janvier 2014, la moitié du pouce de sa main droite est cassée par la foudre lors d'un orage, au cours duquel plus de 40 000 éclairs sont tombés sur Rio. Un câble paratonnerre et d'autres équipements sont pourtant disposés pour éviter ce dommage, mais le câble ne s'étend que sur la tête et les bras, s'arrêtant au poignet.
Une messe en plein air est célébrée chaque dimanche sur l'esplanade au pied de la statue.

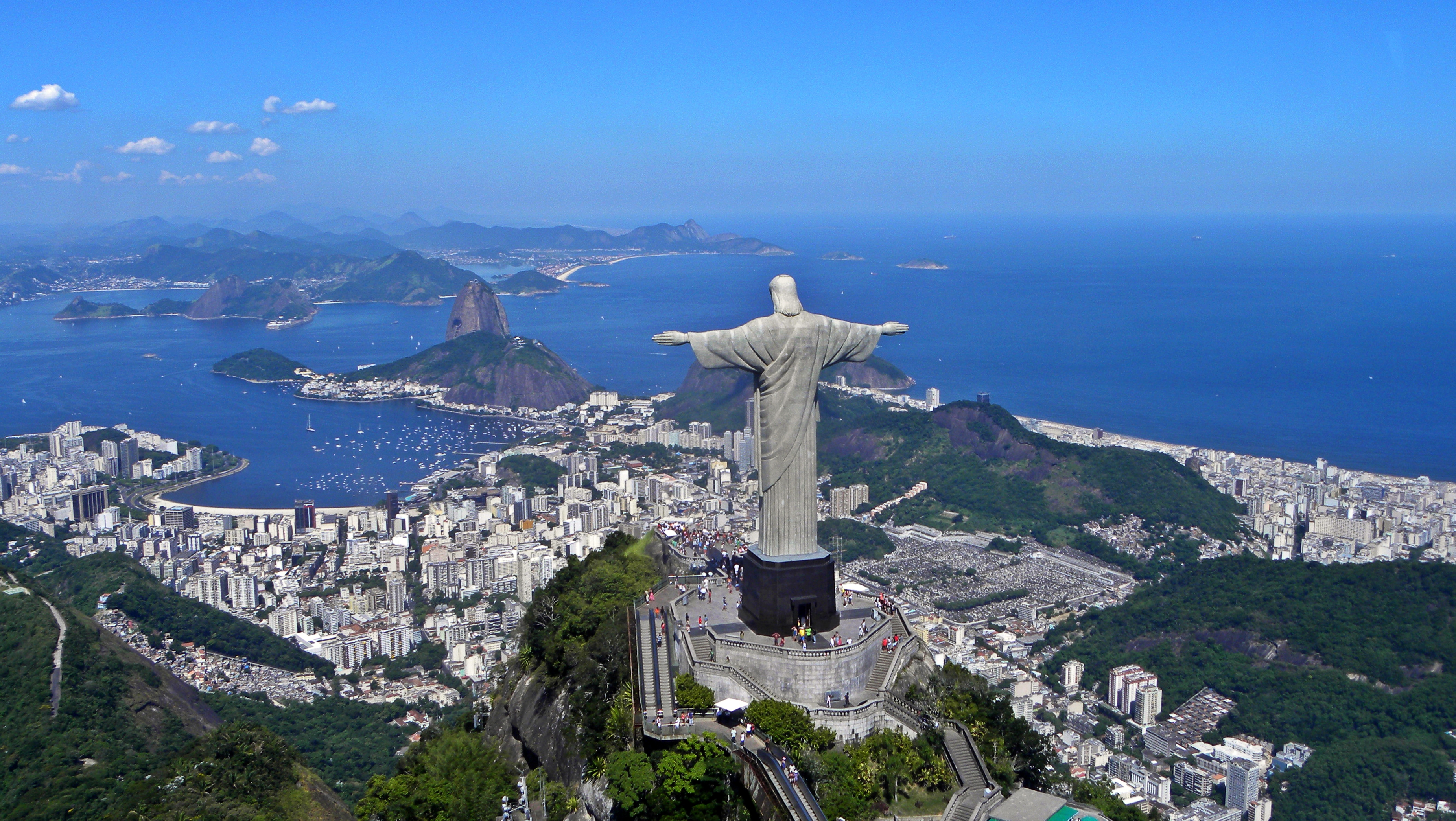
Vue panoramique depuis le site du Christ Rédempteur.
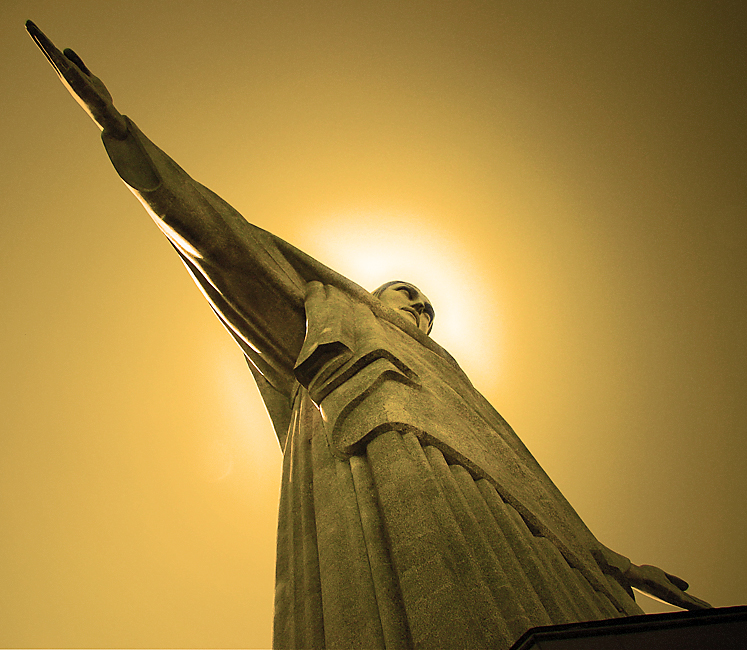
Le Christ Rédempteur et le Soleil.
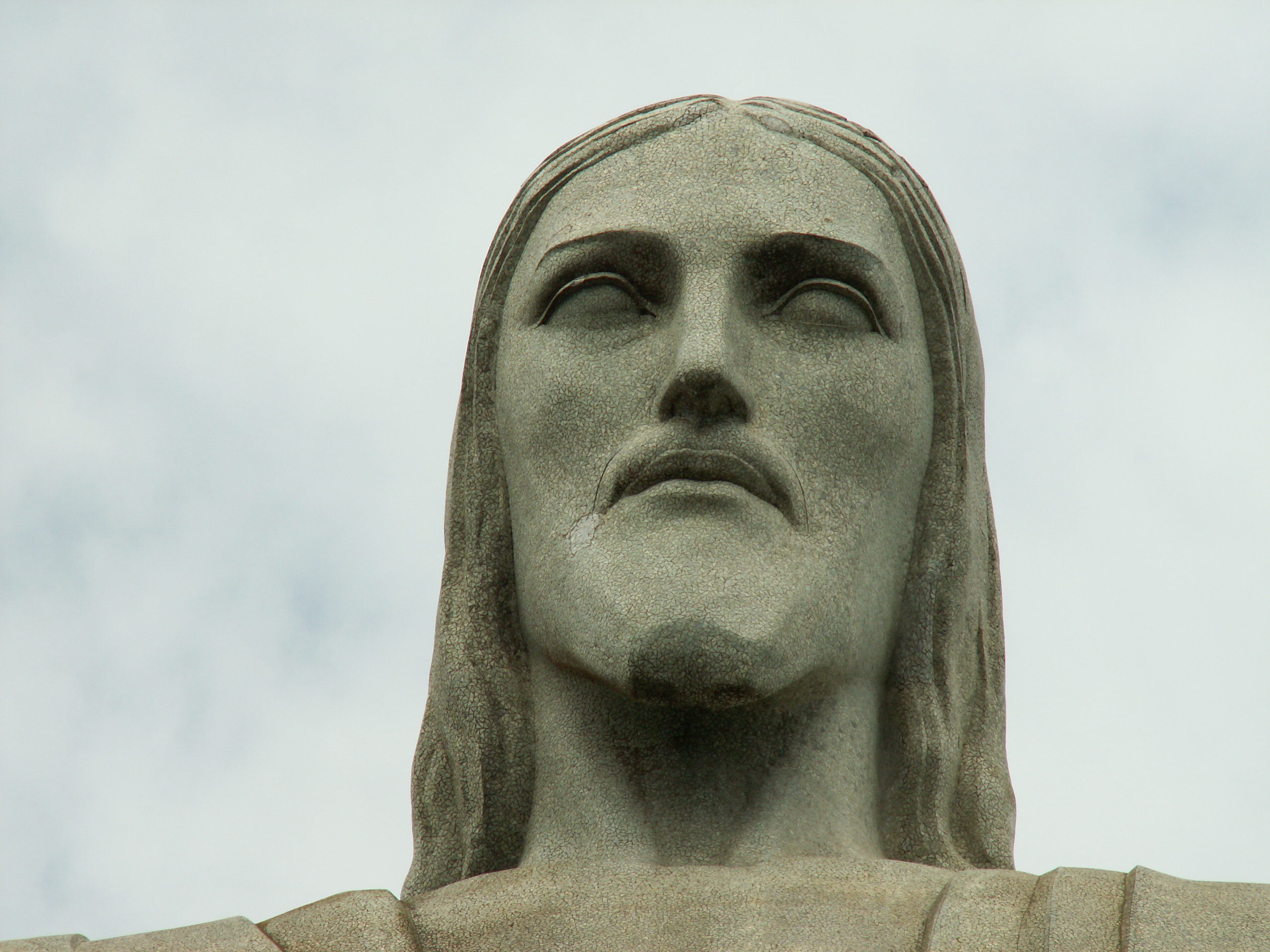
Gros plan du visage.
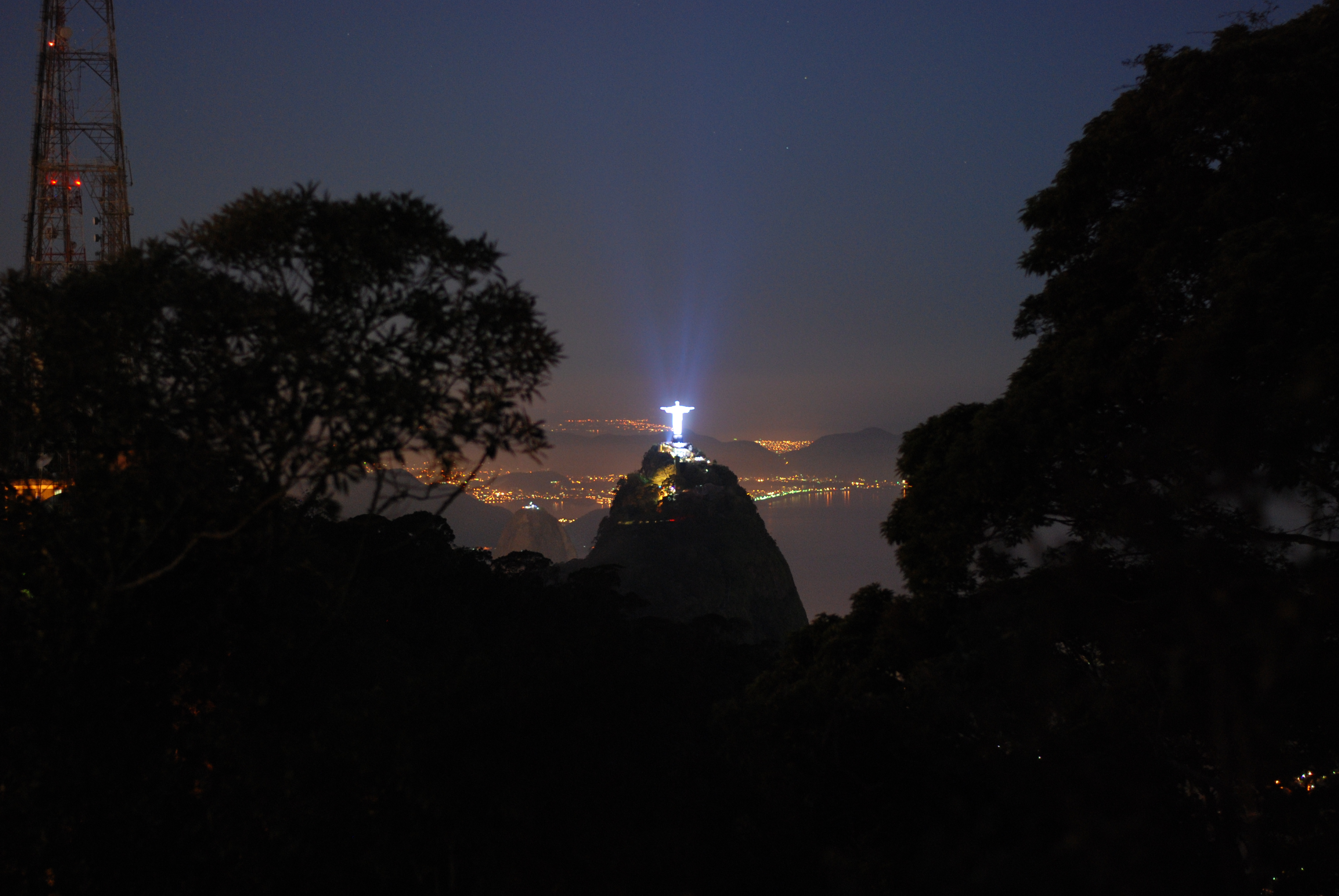
Le Christ Rédempteur vu de la forêt de Tijuca la nuit.
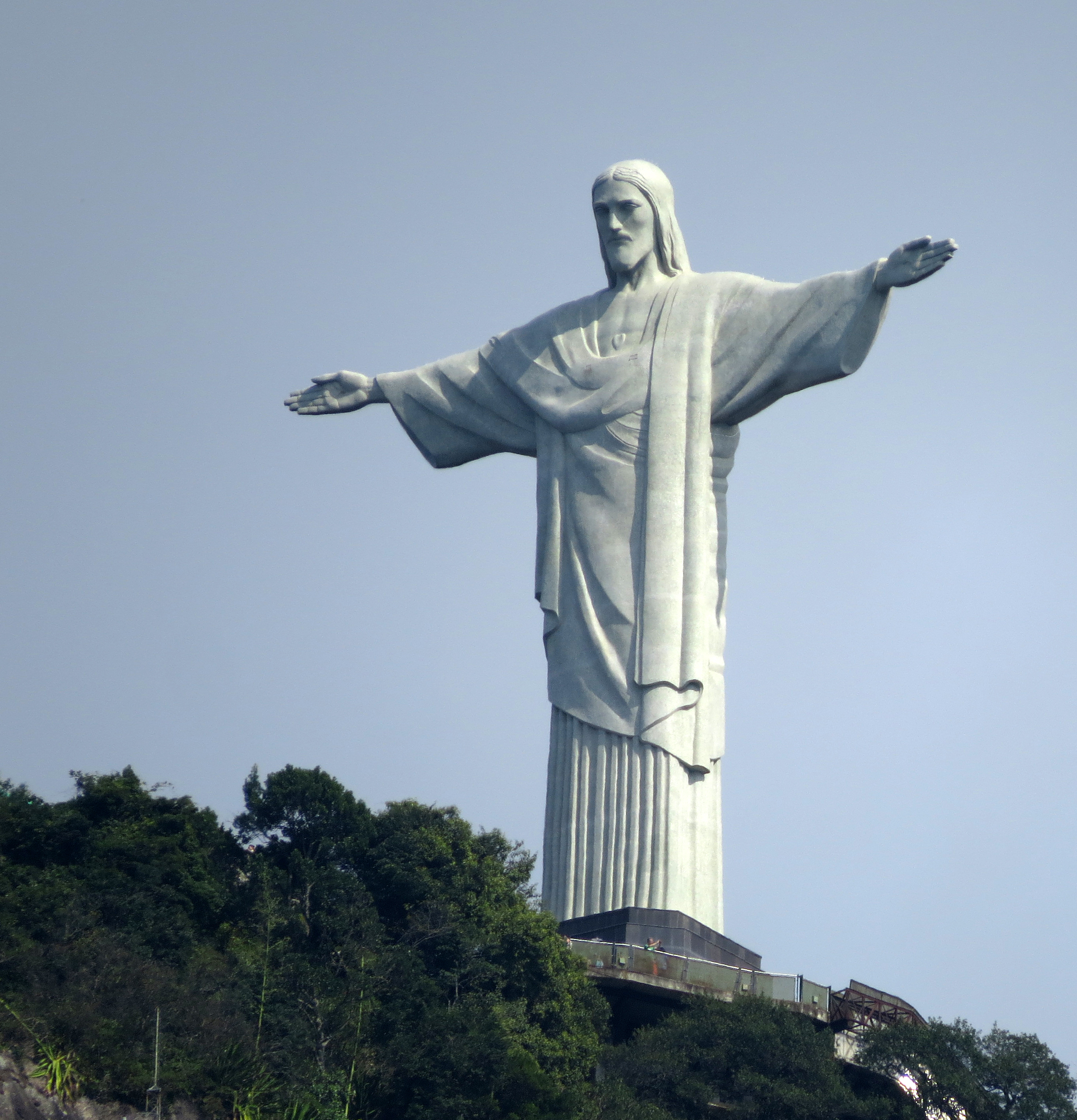
Le Christ Rédempteur après restauration.
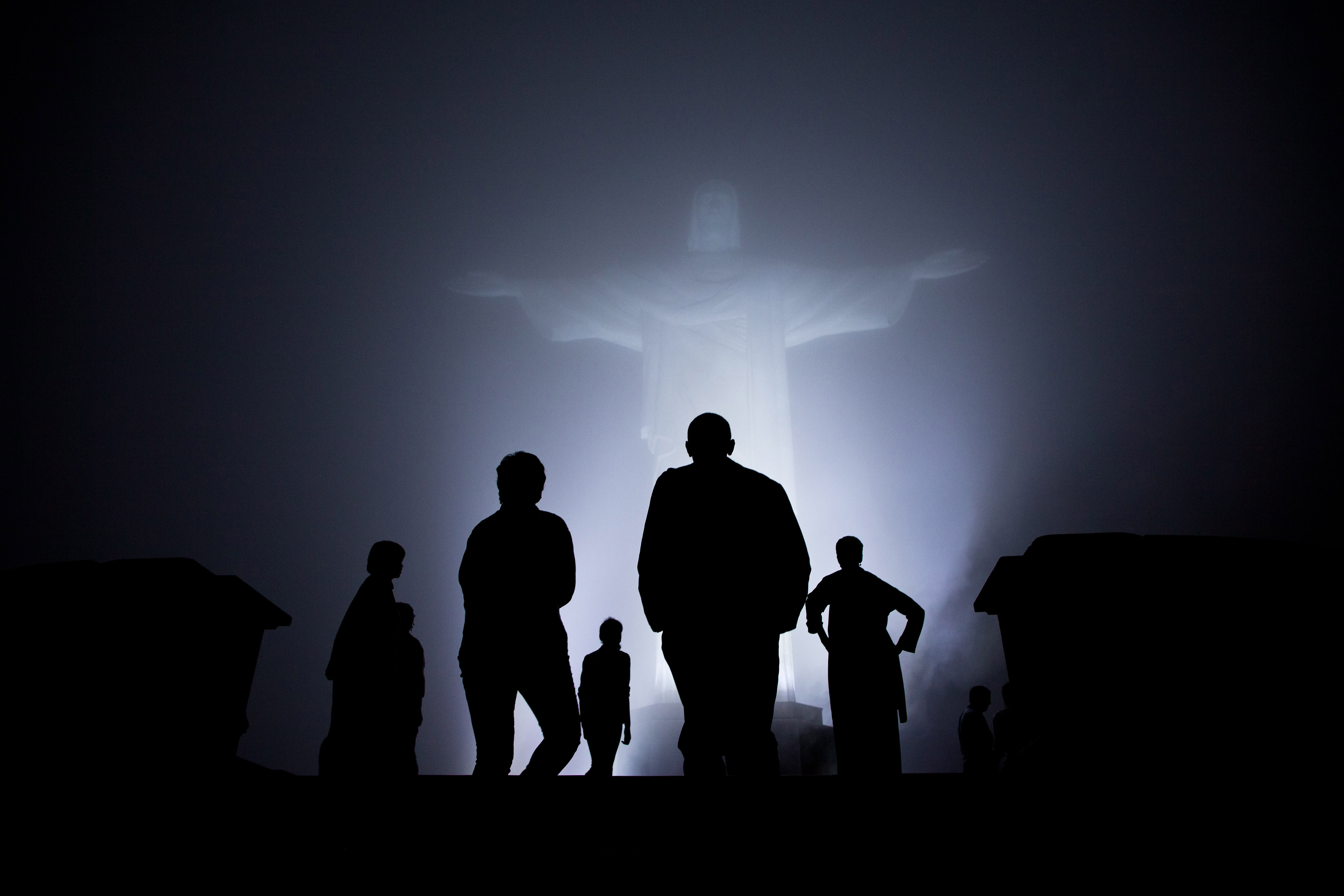
Le président des États-Unis Barack Obama, la Première dame Michelle Obama, ses filles Sasha et Malia devant le Christ Rédempteur, 2011.
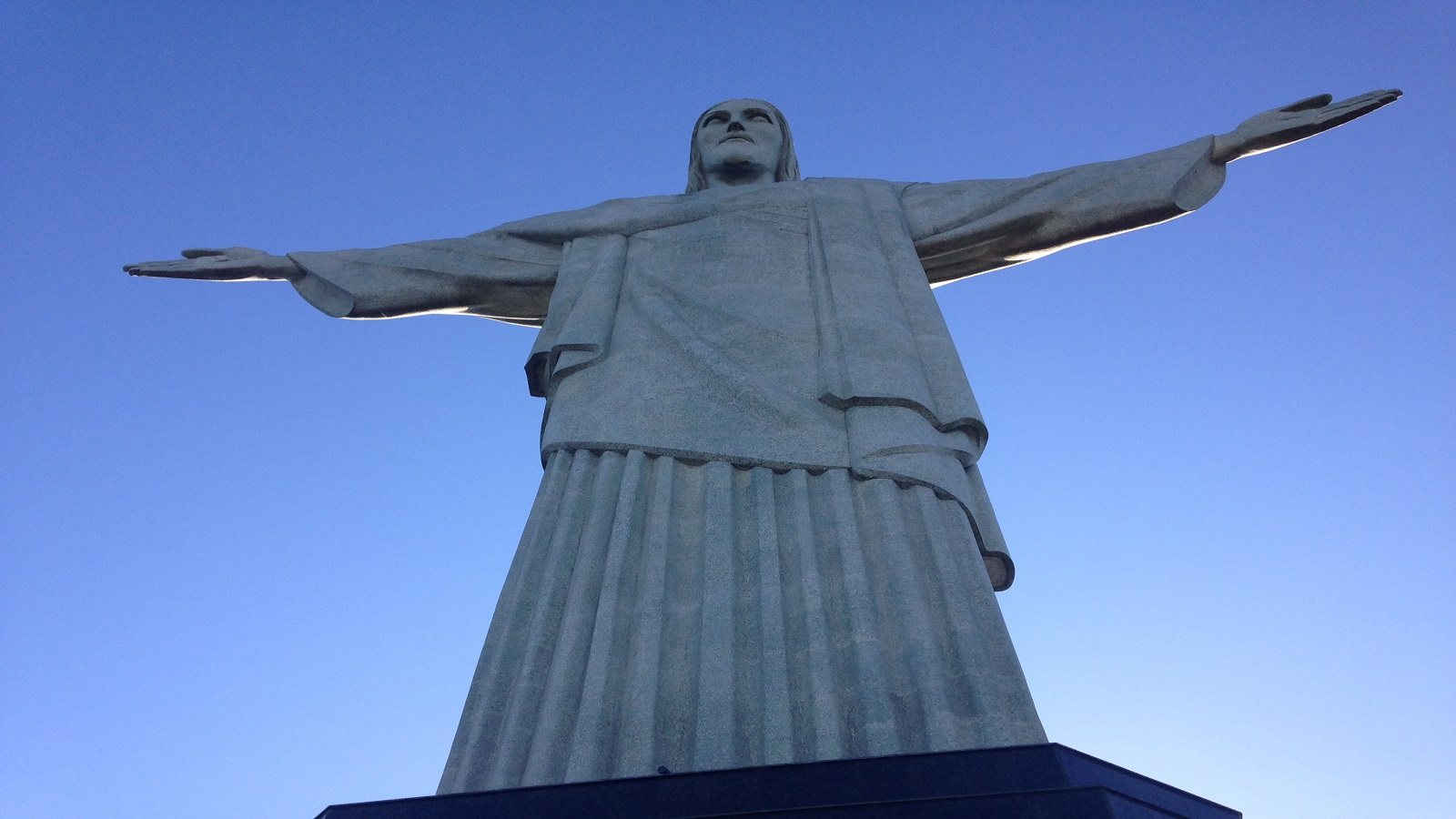
Le Christ Rédempteur en 2016.
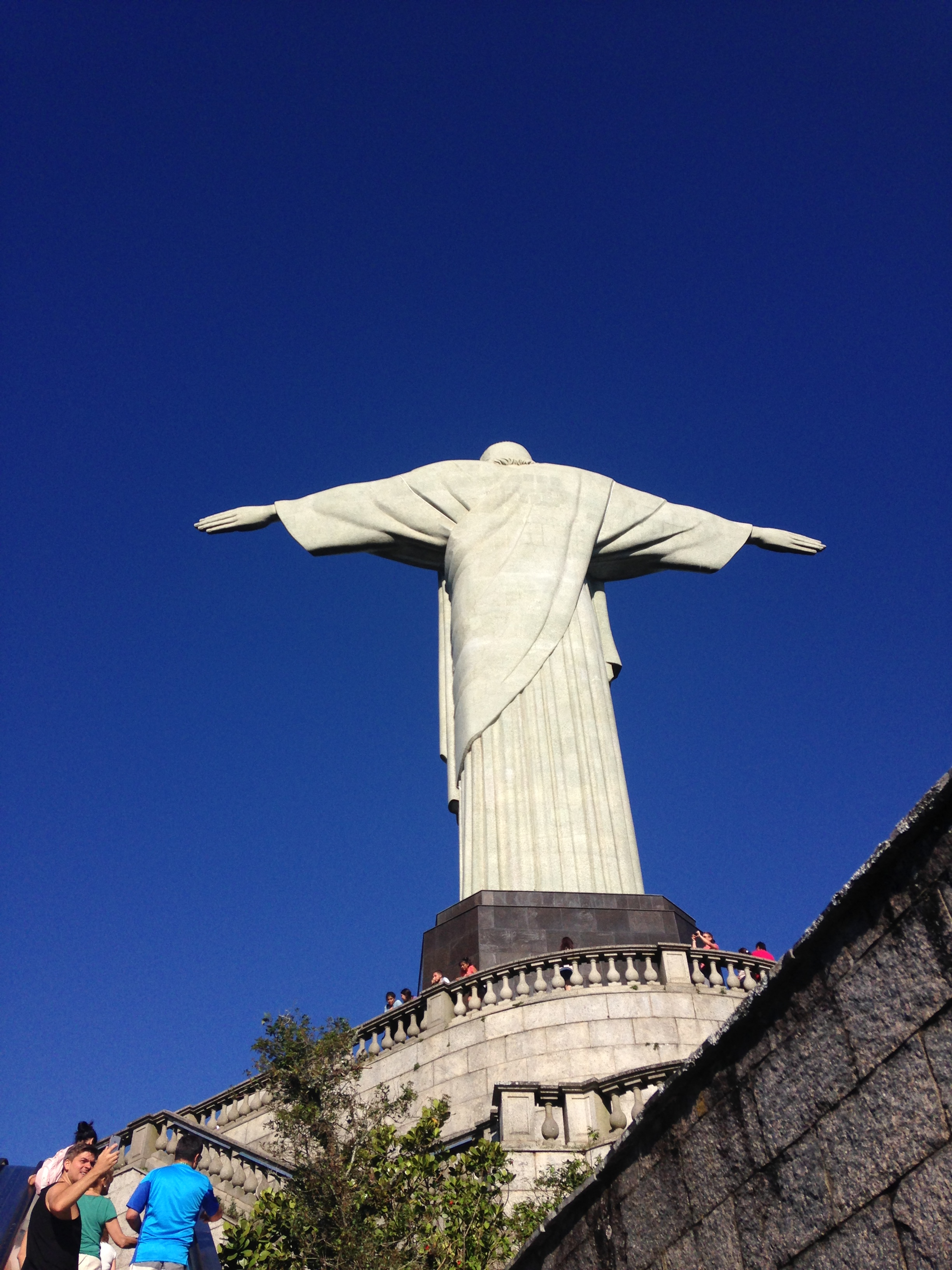
Le Christ Rédempteur en 2016.
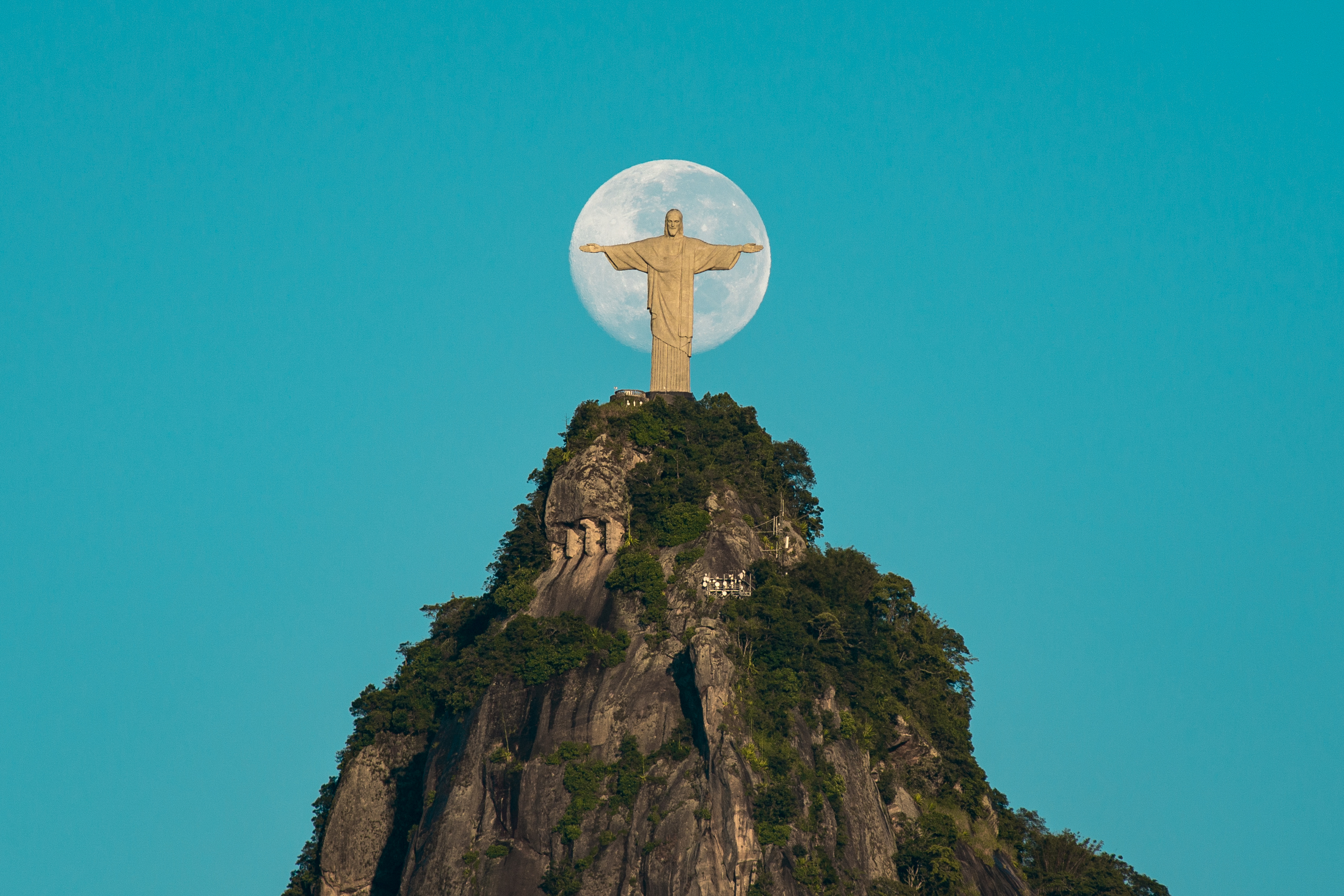
Le Christ Rédempteur en alignement avec la Lune, 2019.

## Vue panoramique

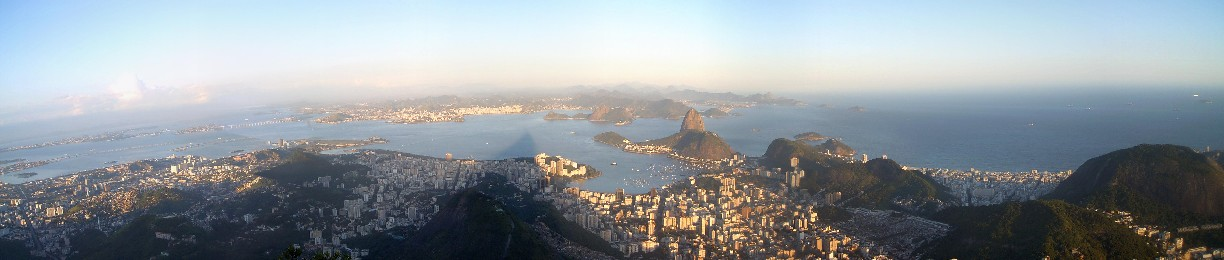
Vue à 180 degrés depuis le site du Christ Rédempteur. Il est possible de voir le Pain de Sucre et la Baie de Guanabara.

## Répliques

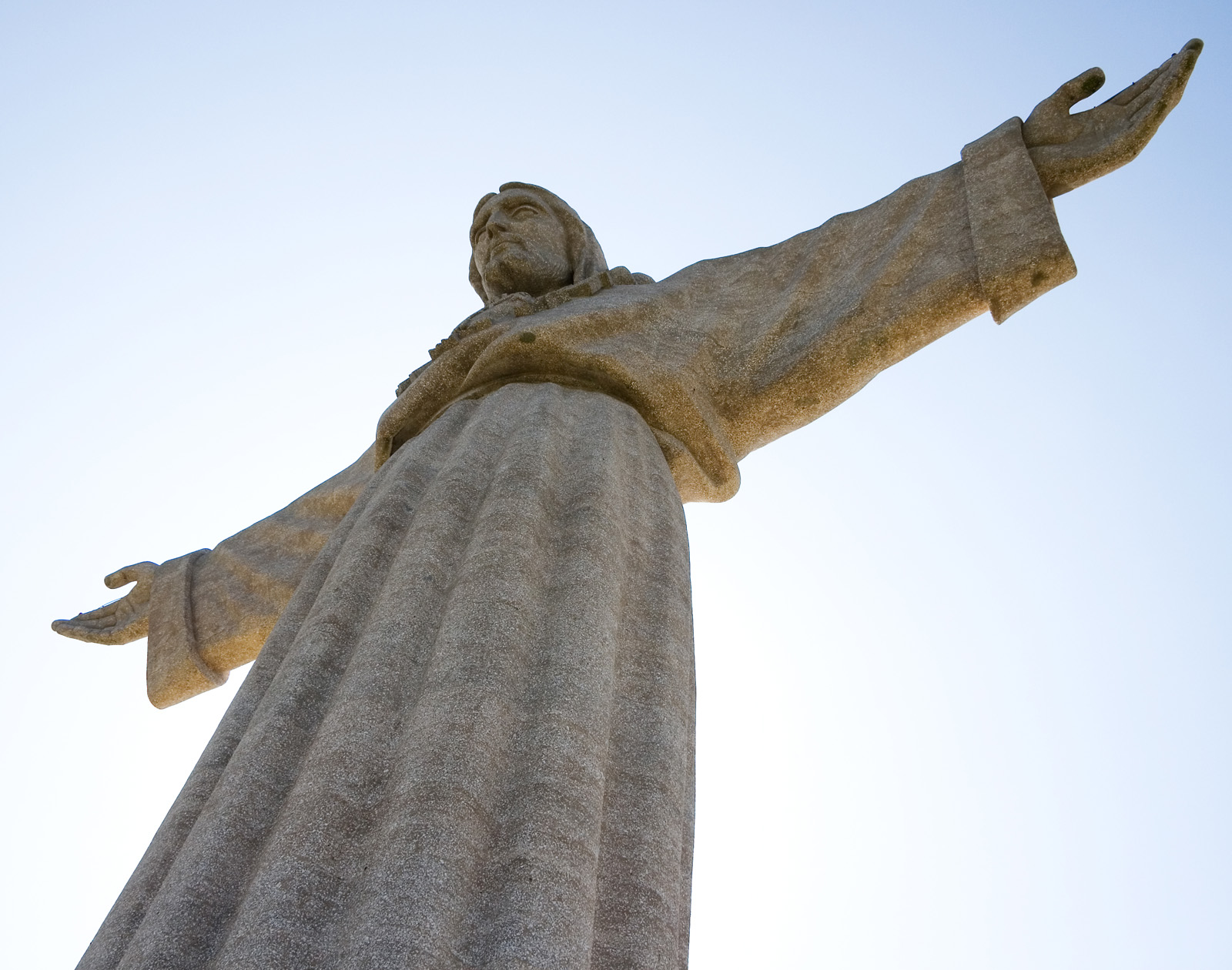
Cristo Rei au Portugal.
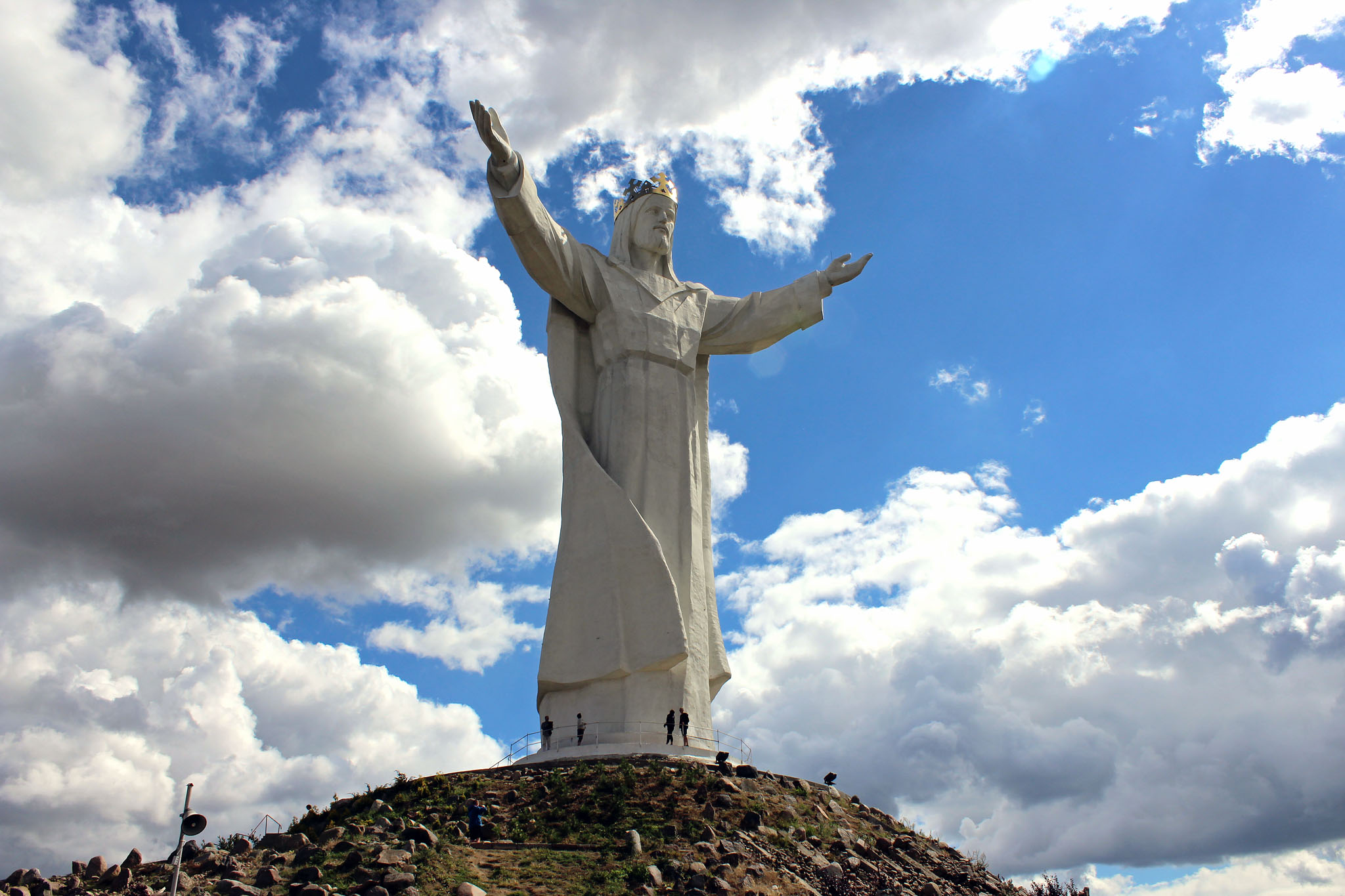
Statue du Christ Roi en Pologne.
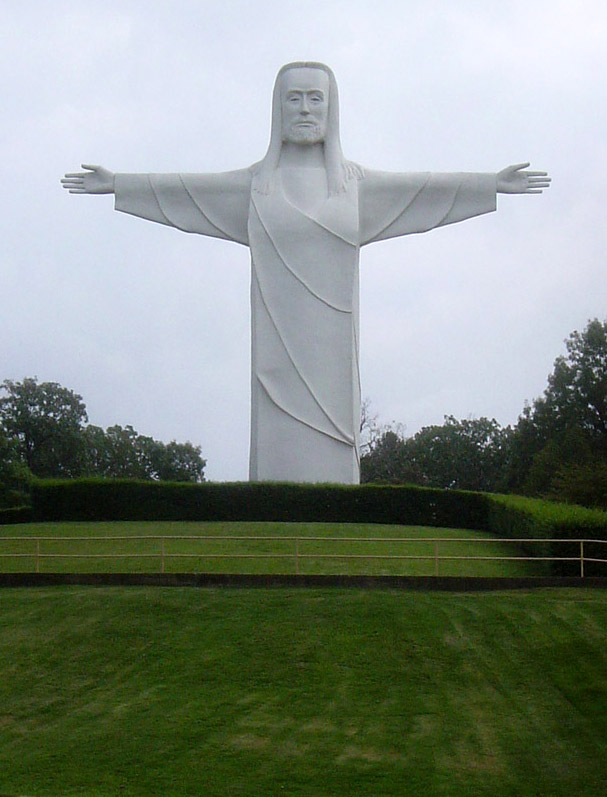
Christ des Ozarks aux États-Unis.
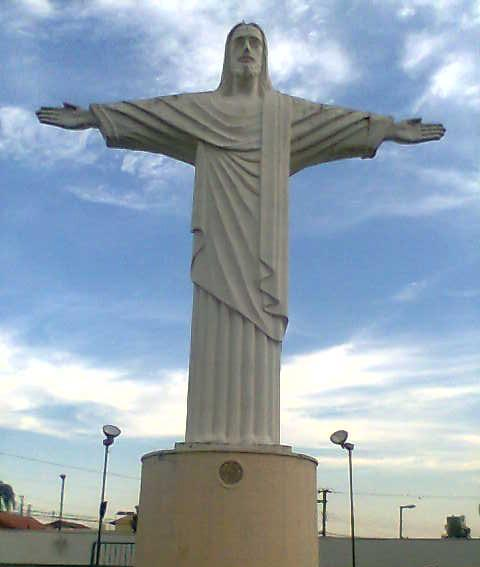
Réplique à Taubaté au Brésil.
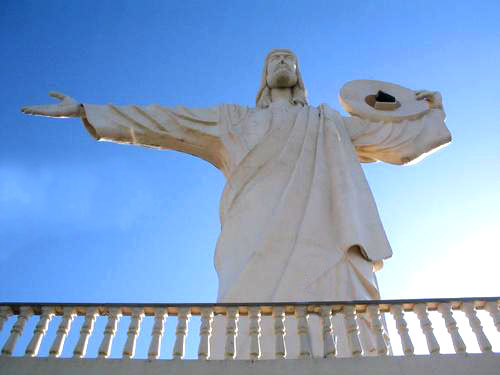
Cristo Luz à Balneário Camboriú au Brésil.
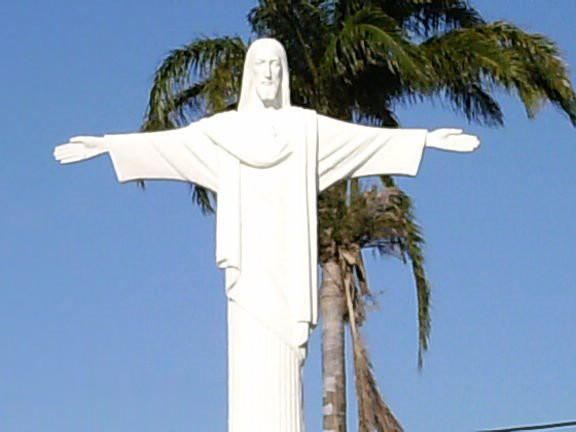
Cristo Rei à Currais Novos au Brésil.
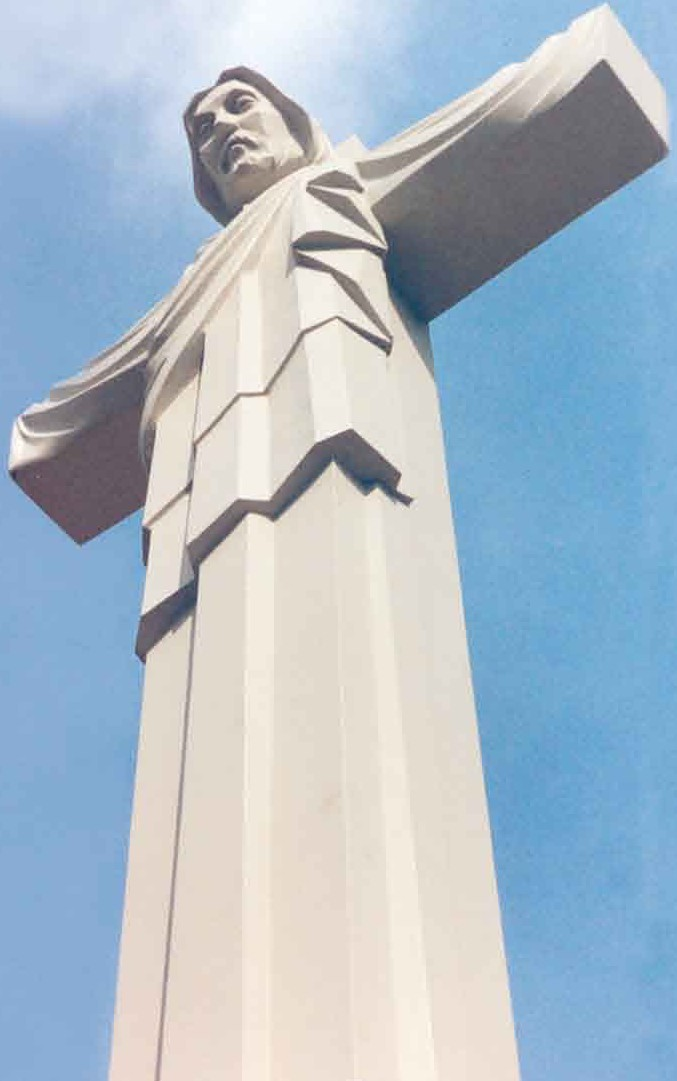
Christ de Copoya, à Tuxtla Gutiérrez au Mexique.
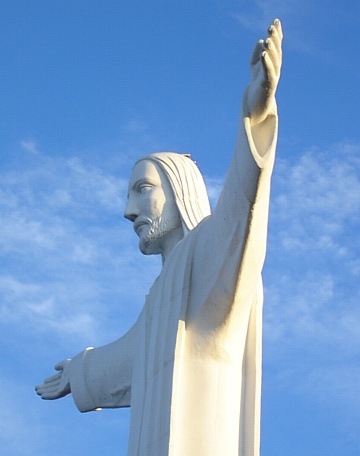
Cristo de la Noas à Torreón au Mexique.
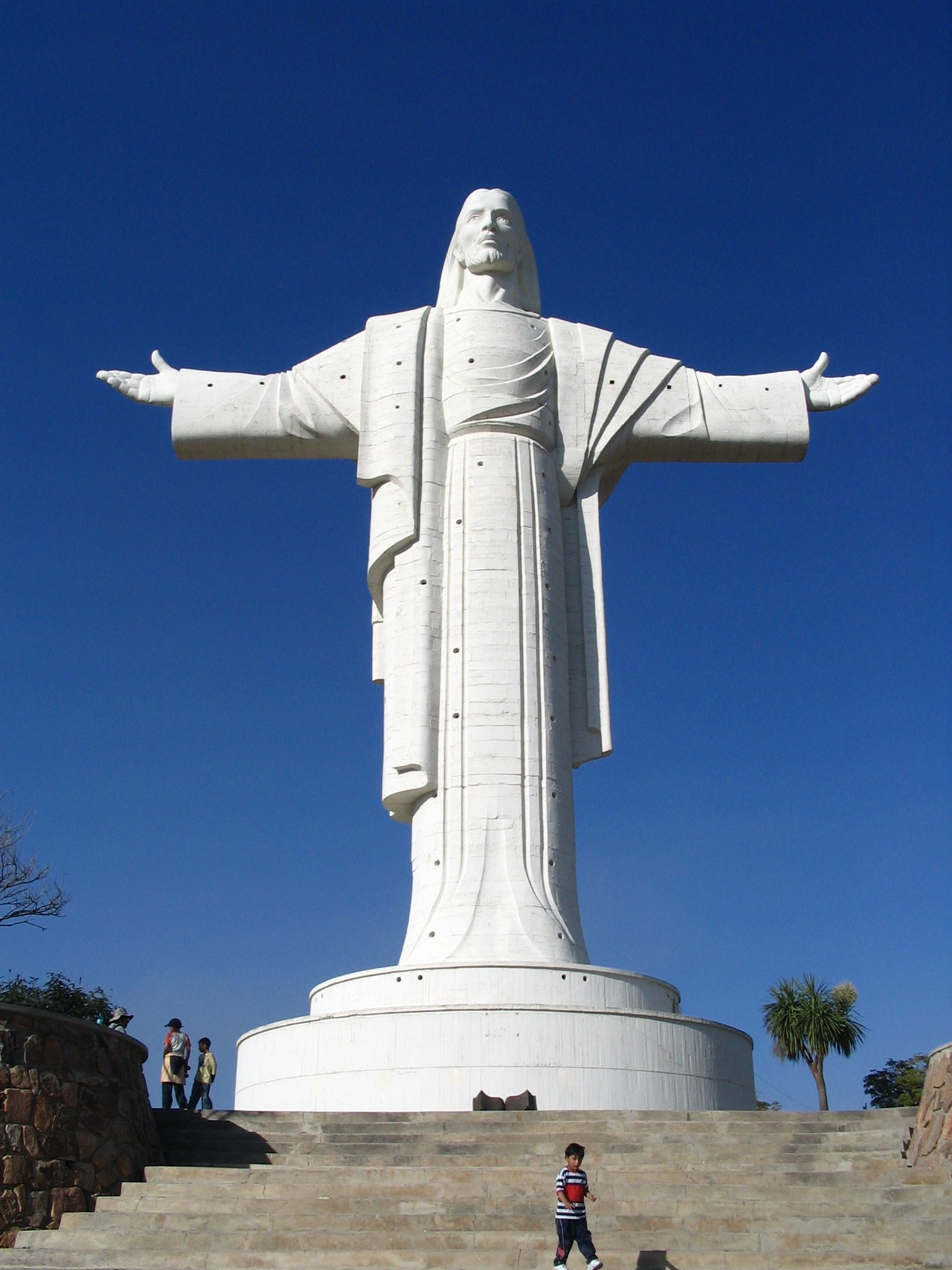
Cristo de la Concordia à Cochabamba (Bolivie).
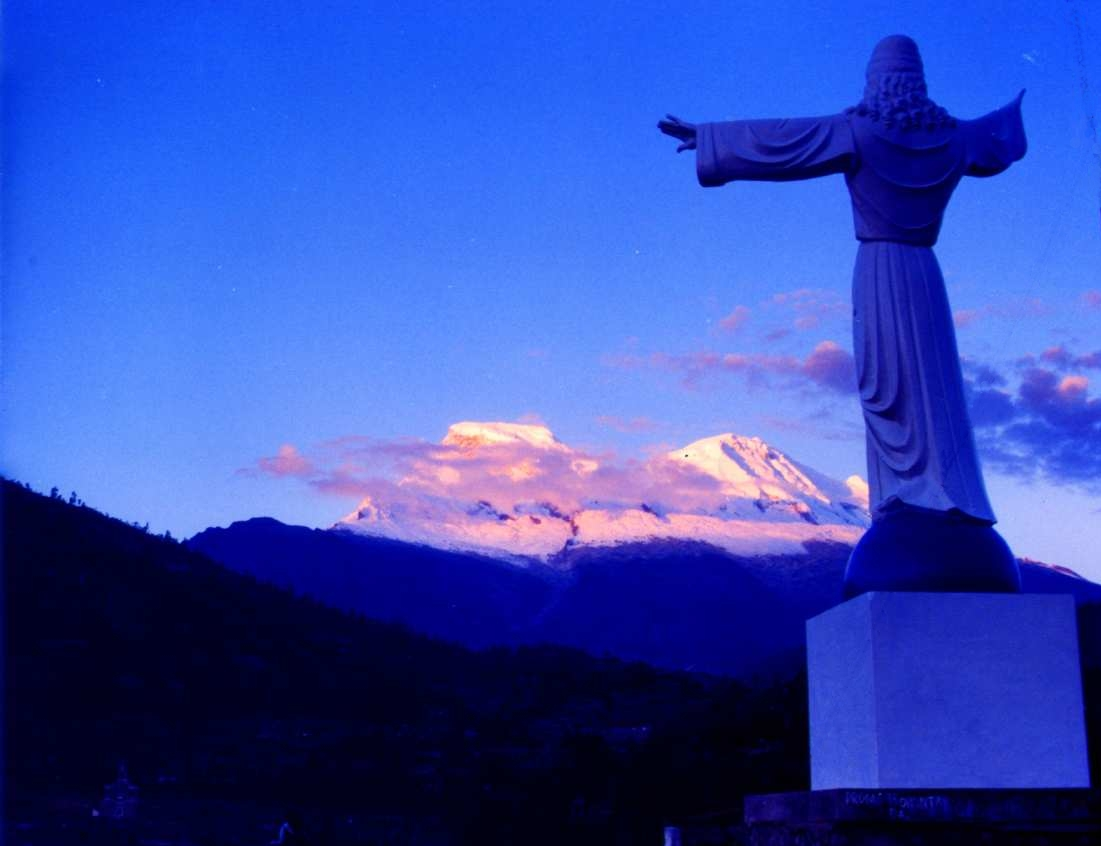
Cristo de Yungay, Yungay au Pérou.
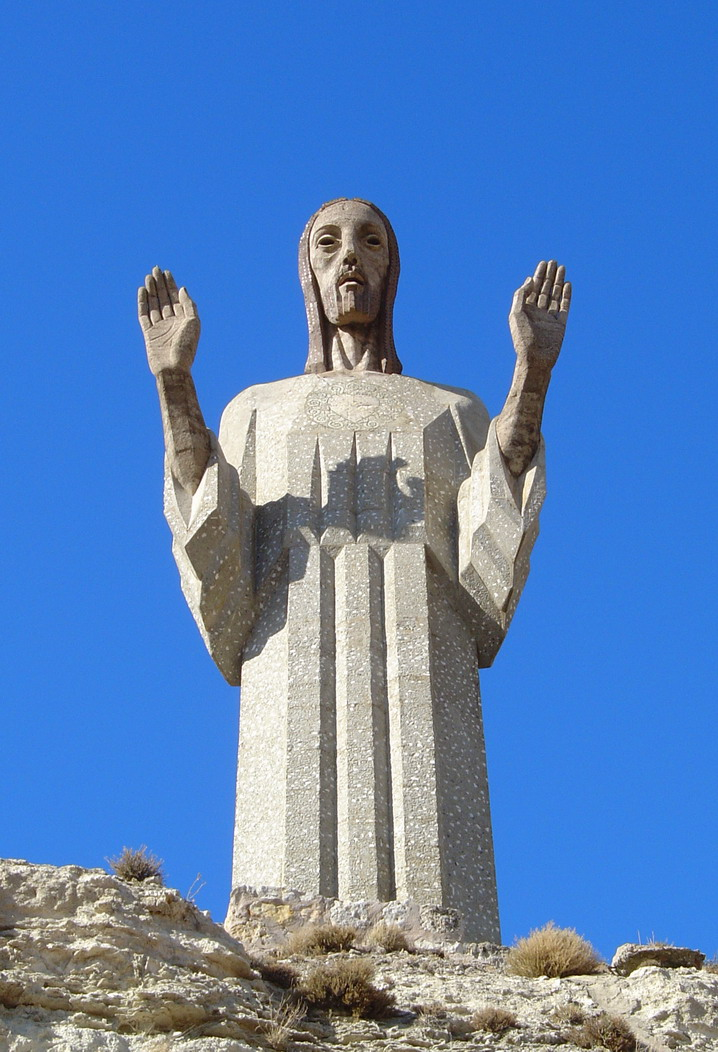
Cristo del Otero, Palencia en Espagne.
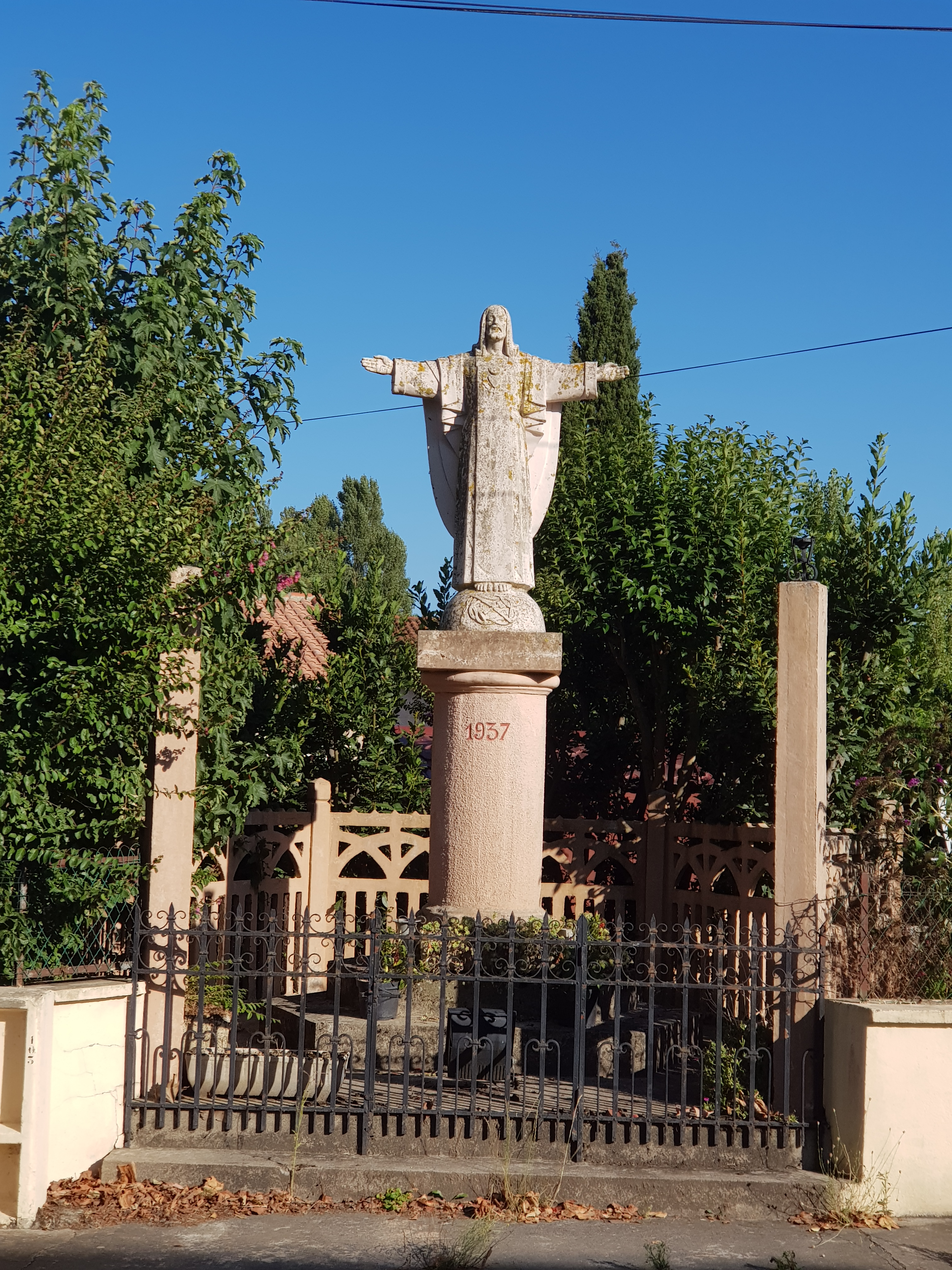
Le Jésus rédempteur de Mazères en Ariège